# Komondjari
La Komandjoari (nom officiel dans les statistiques nationales), Komandjari (orthographe alternative) ou Komondjari (nom usuel local en français) est une des 45 provinces du Burkina Faso située dans la région Est.

## Géographie

### Démographie
- En 1985, la province comptait 40 630 habitants recensés (7,93 hab./km2)[2],[3].
- En 1996, la province comptait 50 484 habitants recensés (9,85 hab./km2)[2].
- En 1997, la province comptait 49 389 habitants estimés (9,64 hab./km2).
- En 2003, la province comptait 65 588 habitants estimés (12,80 hab./km2)[4].
- En 2006, la province comptait 80 047 habitants recensés (15,62 hab./km2)[5], soit une augmentation de 61 % en 9 ans.
- En 2010, la province comptait 91 454 habitants estimés (17,84 hab./km2)[6].
- En 2019, la province comptait 105 584 habitants recensés (20,60 hab./km2)[1].

## Administration

### Chef-lieu et haut-commissariat
- Chef-lieu Gayéri.

### Départements ou communes

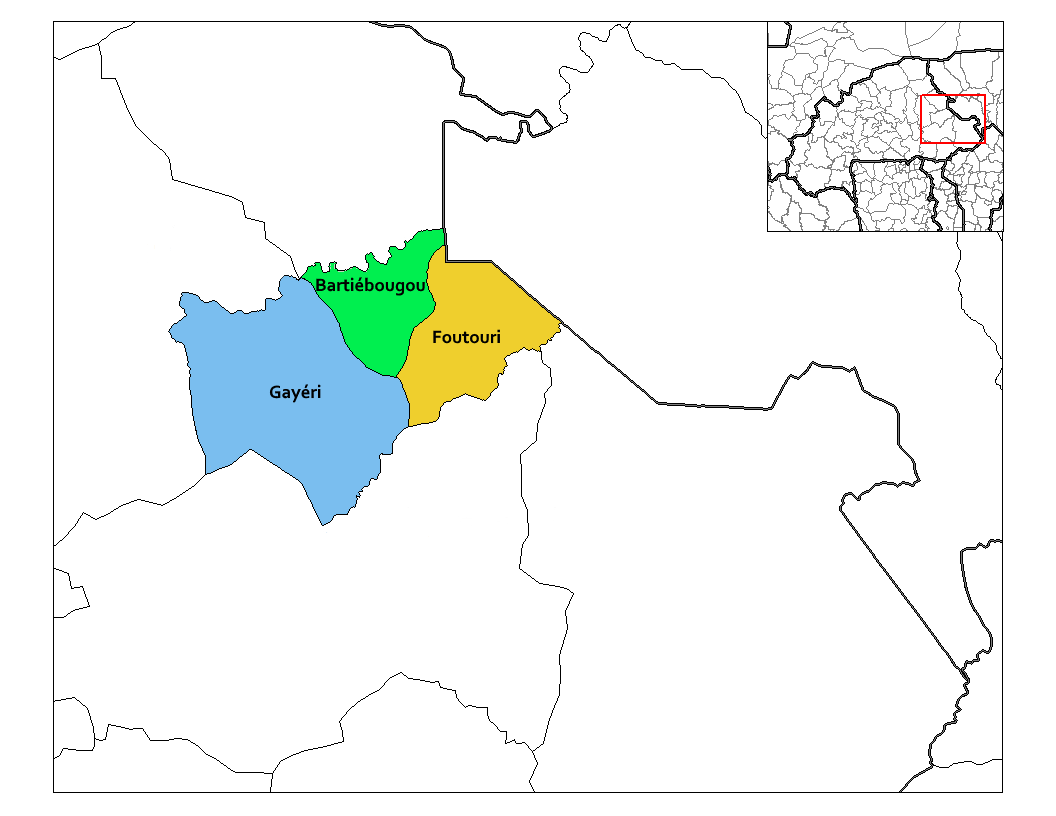
Localisation des trois départements ou communes de la province de la Komandjoari, formant également le district sanitaire de Gayéri.

La province de la Komandjoari comprend 3 départements :
- Bartiébougou,
- Foutouri,
- Gayéri.